# Orthetrum caffrum
Orthetrum caffrum är en trollsländeart som först beskrevs av Hermann Burmeister 1839.  Orthetrum caffrum ingår i släktet Orthetrum och familjen segeltrollsländor. IUCN kategoriserar arten globalt som livskraftig. Inga underarter finns listade i Catalogue of Life.